# Lesterps
Lesterps település Franciaországban, Charente megyében. Lakosainak száma 440 fő (2022. január 1.). Lesterps Brillac, Esse, Saint-Christophe, Saint-Maurice-des-Lions, Saulgond és Val d’Issoire községekkel határos.

## Népesség
A település népessége az elmúlt években az alábbi módon változott:
| Lakosok száma | 754  | 557  | 560  | 505  | 496  | 486  | 479  | 453  | 444  | 440  |
|               | 1968 | 1982 | 1990 | 2006 | 2013 | 2015 | 2017 | 2019 | 2020 | 2022 |